# Lípa přátelství
Lípa přátelství u Hrčavy je památný strom, který byl zasazen 22. dubna 1990 (Den Země) ochránci přírody České republiky, Polska a Slovenska jako symbol přátelství.

## Základní údaje
Strom byl vysazen u takzvaného trojstátního bodu Beskydy na státní hranici oddělující od sebe tehdy Československo a Polsko. Od zániku Československa (31. prosince 1992) pak symbolizuje přátelství tří států.
Někdy bývá označována jako nejmladší památný strom České republiky, ale ústřední seznam památných stromů podle zákona č. 114/1992 Sb. vedený Agenturou ochrany přírody a krajiny České republiky (AOPK ČR) ji neuvádí. Lípě byl věnován prostor v pořadu České televize Paměť stromů, konkrétně v dílu číslo 5 nazvaném „Stromy a boje“.